# Моя дружина повертається до школи
«Моя дружина повертається до школи» («Mia moglie torna a scuola») — італійська еротична комедія 1981 року, знята режисером Джуліано Карнімео, з Ренцо Монтаньяні і Кармен Руссо у головних ролях.

## Сюжет
Домогосподарка Валентіна, незадоволена своєю малоосвіченістю, вступає на тримісячні курси в коледжі, незважаючи на заперечення чоловіка Арістіде, який торгує продуктами. Вона оселяється в гуртожитку й одразу стає об'єктом підвищеної уваги для студентів і професора П'єра Каппоні. Водночас і Арістіде, який сумує за дружиною, невпинно намагається пробратися до коледжу.

## У ролях
- Ренцо Монтаньяні: Арістіде Буратті
- Кармен Руссо: Валентіна Буратті
- Чинція Де Понті: подруга Валентіни
- Маріса Мерліні: директорка
- Енцо Робутті: професор Джузеппе П'єркаппоні
- Тоні Уччі: Густаво, доглядач
- Роберто Галлоцці: Ахіллес
- Енцо Андроніко: голова комітету
- Джиммі іл Феномено: Оскар, покупець делікатесу
- Фабіо Гроссі: студент
- Том Феллегі: міністр освіти
- Харукіко Яманоучі: турист
- Ніколетта П'єрсанті: студент

## Знімальна група
- Режисер: Джуліано Карнімео
- Сценарій: Карло Вео, Джорджо Маріуццо
- Продюсер: Джанфранко Куюмджян
- Оператор: Себастьяно Челесте
- Композитор: Вальтера Ріццаті
- Художник: Антоніо Візоне
- Монтаж: Альберто Моріані